# Stortjärnen (Fjällsjö socken, Ångermanland, 708581-153074)
Stortjärnen är en sjö i Strömsunds kommun i Ångermanland och ingår i Ångermanälvens huvudavrinningsområde. Sjön har en area på 0,101 kvadratkilometer och ligger 221 meter över havet. Sjön avvattnas av vattendraget Jansjönoret.

## Delavrinningsområde
Stortjärnen ingår i det delavrinningsområde (708528-153109) som SMHI kallar för Inloppet i Stor-Lidtjärnen. Medelhöjden är 239 meter över havet och ytan är 11,27 kvadratkilometer. Det finns ett avrinningsområde uppströms, och räknas det in blir den ackumulerade arean 18,9 kvadratkilometer. Jansjönoret som avvattnar avrinningsområdet har biflödesordning 3, vilket innebär att vattnet flödar genom totalt 3 vattendrag innan det når havet efter 154 kilometer. Avrinningsområdet består mestadels av skog (72 procent) och sankmarker (19 procent). Avrinningsområdet har 0,46 kvadratkilometer vattenytor vilket ger det en sjöprocent på 4,1 procent.